# Sillago vittata
Sillago vittata es una especie de peces de la familia Sillaginidae en el orden de los Perciformes.

## Morfología
Los machos pueden llegar alcanzar los 30 cm de longitud total.

## Distribución geográfica
Se encuentra en Australia Occidental.